# لويس بوولنجر
لويس بوولنجر (بالفرنسية: Louis Boulanger)‏ هو رسام فرنسي، ولد في 11 مارس 1806 في فيرتشيلي في إيطاليا، وتوفي في 7 مارس 1867 في ديجون في فرنسا.